# خیابان فرانت (فیلادلفیا)
خیابان فرانت در فیلادلفیا، پنسیلوانیا یک خیابان شمالی-جنوبی است که به موازات رود دلاور و نزدیک آن قرار دارد. در سال ۱۶۸۲، زمانیکه شهر توسط ویلیام پن ساخته شد، اولین خیابانی بود که در مستعمره جدید پنسیلوانیا بررسی و ساخته شد. به عنوان بخشی از بزرگراه پادشاه، که از بوستون تا چارلستون، کارولینای جنوبی ،به عنوان اسکله بندر فیلادلفیا امتداد داشت، مهم‌ترین خیابان شهر از زمان تأسیس تا قرن نوزدهم بود. 
خیابان فرانت از خیابان‌های مبدأ شماره‌گذاری شده فیلادلفیا است. خیابان اول وجود ندارد، به جای آن خیابان فرانت وجود دارد و خیابان‌های شماره‌گذاری شده از بلوک بعدی بزرگ با خیابان دوم، حدود یک دهم مایل به غرب، آغاز می‌شوند.
حداقل سه ایستگاه از خط بازار-فرانکفورد متعلق به سپتا در بالای خیابان فرانت ساخته شده است. آنها عبارتند از ایستگاه جیرارد ،  برکس ،  و یورک دافین . سازمان ترابری جنوب شرقی پنسیلوانیا آدرس ایستگاه باغ اسپرینگ را نیز به‌عنوان خیابان فرانت می‌دهد که عابران پیاده از طریق آن به آن دسترسی دارند، اما سکوی آن در وسط بین ایالتی ۹۵ بر فراز خیابان اسپرینگ گاردن، درست در غرب خیابان فرانت قرار دارد.

## مکان‌های تاریخی
منطقه تاریخی خیابان جبهه جنوبی ، که شامل اعداد ۷۰۰-۷۱۲ در ضلع غربی جبهه جنوبی است، یک منطقه تاریخی است که در فهرست ملی اماکن تاریخی ثبت شده است. این منطقه شامل سه ساختمان است که به طور جداگانه فهرست شده اند، میخانه بیوه مالوبی (۷۰۰)، کاپیتان. خانه توماس مور (۷۰۲) و خانه ایرلندی ناتانیل. 

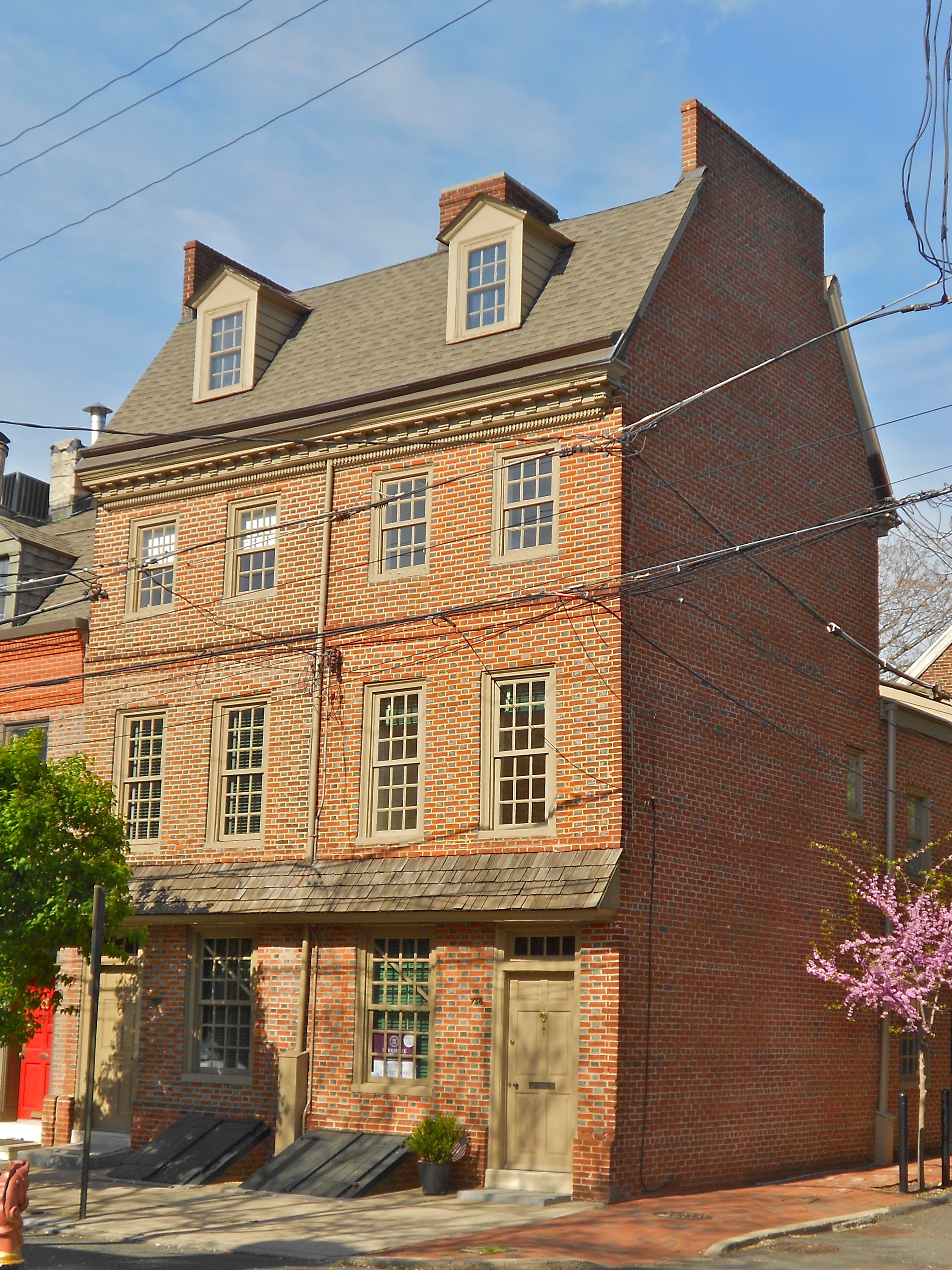
۷۵۸ خیابان جبهه جنوبی
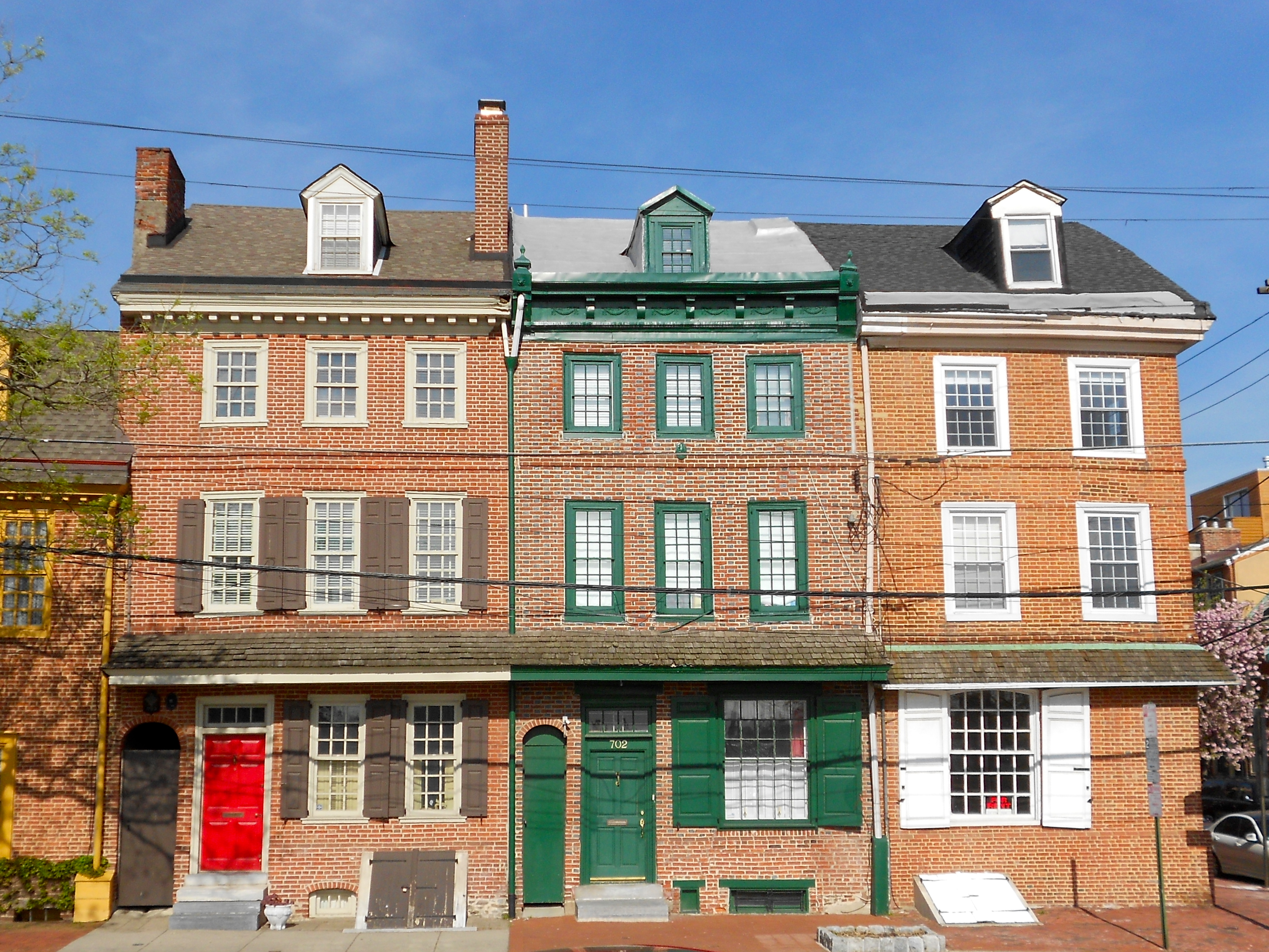
منطقه تاریخی خیابان جبهه جنوبی
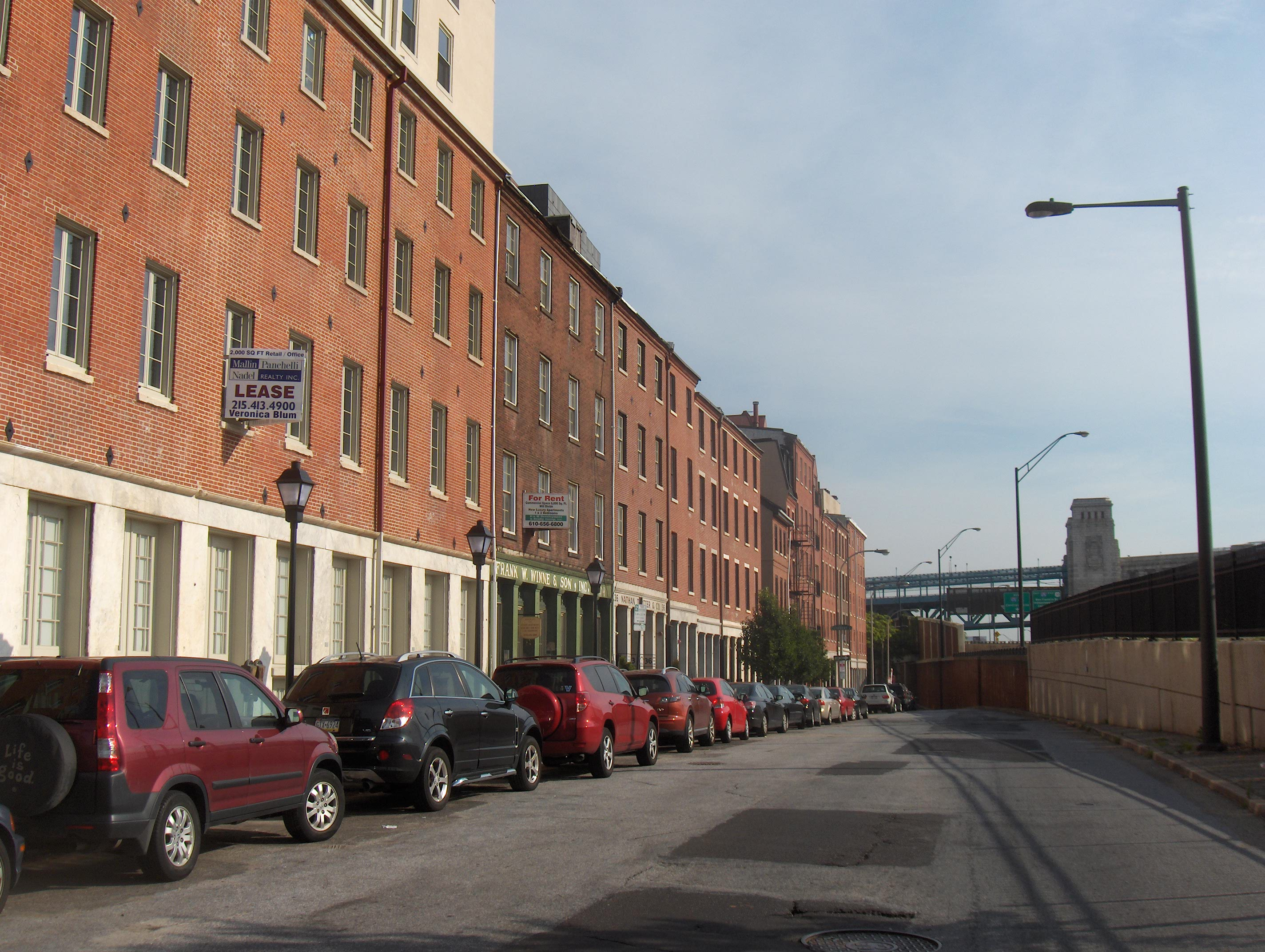
خیابان جبهه شمالی، به سمت شمال به سمت خیابان طاق

چهار سایت فهرست شده که در ثبت ملی به خیابان جبهه شمالی همسایه هستند: کوچه الفرث ، کویکر سیتی دای ورکز ، و دو مدرسه، مدرسه توماس کی. فینلتتر و دبیرستان اولنی .

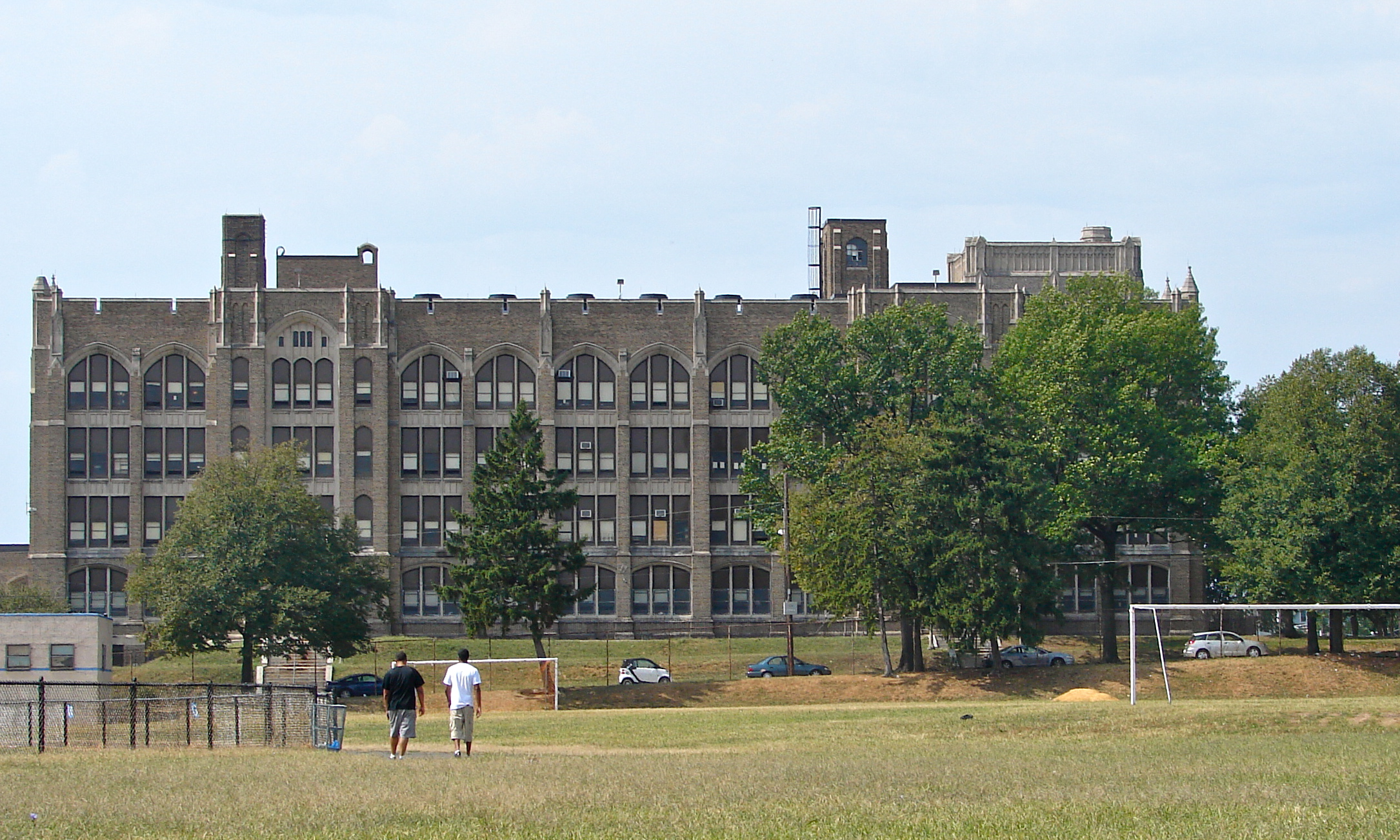
دبیرستان اولنی
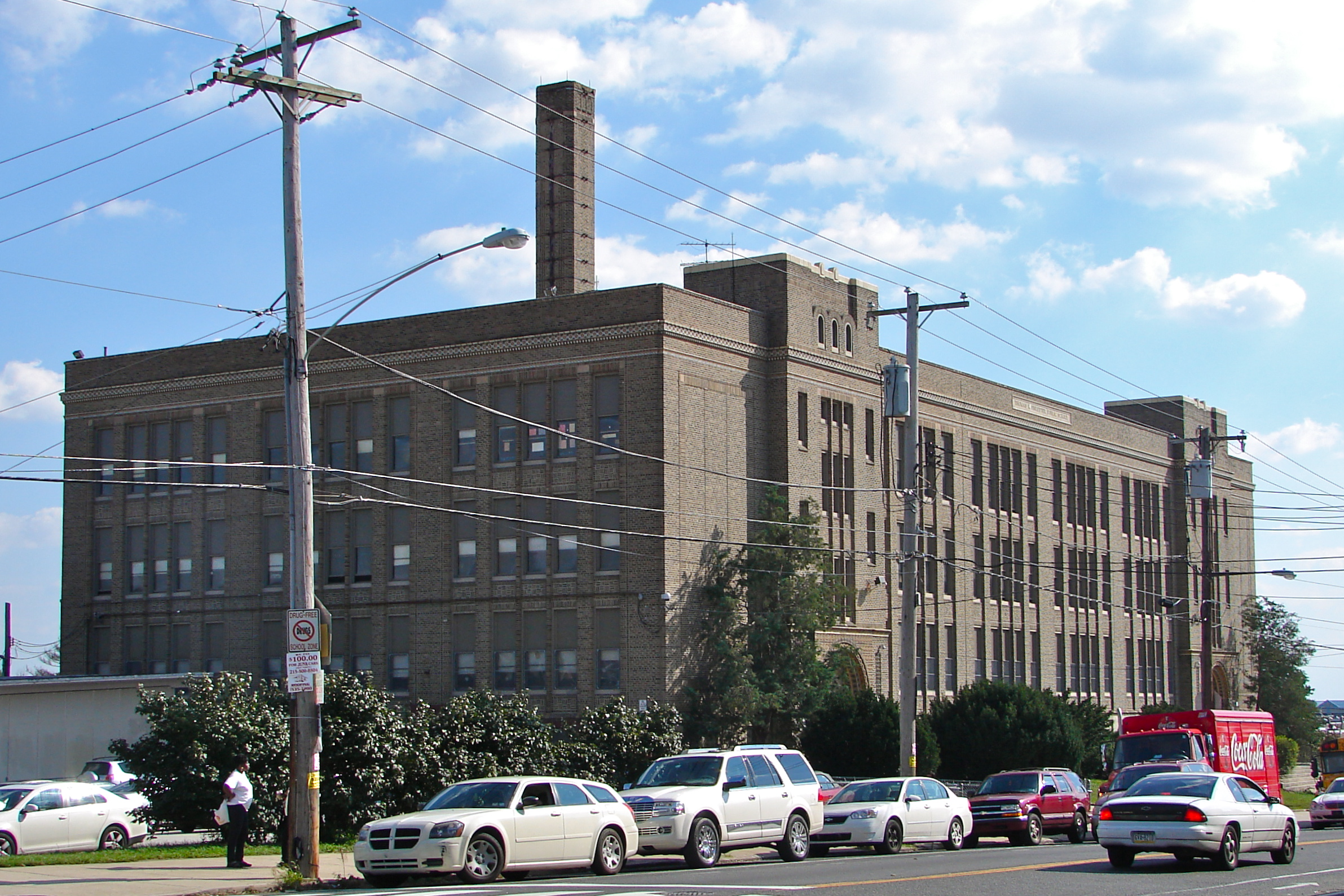
مدرسه فینلتر
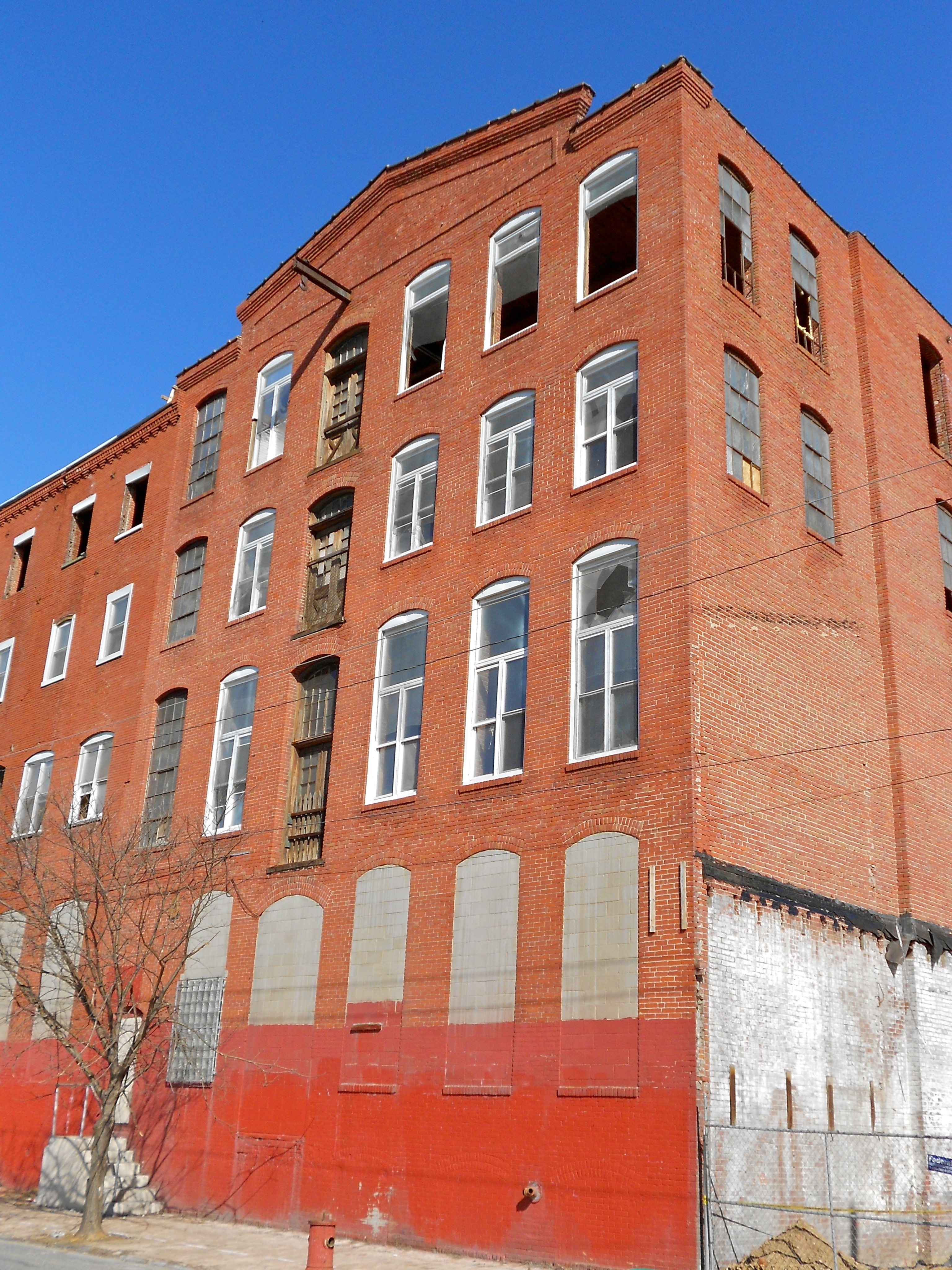
کارخانه رنگ کواکر سیتی (نمایش از خیابان آکسفورد)